# 福成村 (福岡県)
福成村（ふくなりむら）は、福岡県朝倉郡にあった村。

## 歴史
- 1889年（明治22年）4月1日 - 町村制の施行により、上座郡入地村、長淵村、田中村、多々連村、上寺村が合併して村制施行し、福成村が発足。
- 1896年（明治29年）4月1日 - 上座郡と下座郡、夜須郡が合併し朝倉郡となる[1]。
- 1909年（明治42年）6月15日 - 朝倉郡大庭村と合併して大福村を新設して消滅。